# سایدی کالوانو
سایدی کالوانو (انگلیسی: Sadie Calvano؛ زادهٔ ۸ آوریل ۱۹۹۷) بازیگر سینما، بازیگر تئاتر، و بازیگر تلویزیون اهل ایالات متحده آمریکا است.
از فیلم‌ها یا برنامه‌های تلویزیونی که وی در آن نقش داشته‌است می‌توان به ان‌سی‌آی‌اس، جی. ادگار، و مام اشاره کرد.